# اولمیتو (تگزاس)
اولمیتو، تگزاس(به انگلیسی: Olmito, Texas) شهری در ایالت تگزاس از ایالات جنوبی ایالات متحده آمریکا است. در سرشماری سال ۲۰۰۰، جمعیت این شهر ۱۱۹۸ نفر اعلام شد.